# Euphorbia macraulonia
Euphorbia macraulonia är en törelväxtart som beskrevs av Rodolfo Amando Philippi. Euphorbia macraulonia ingår i släktet törlar, och familjen törelväxter. Inga underarter finns listade i Catalogue of Life.